# Фридрих (герцог Цвейбрюккен-Фельденца)
Фридрих Пфальц-Цвейбрюккенский (нем. Friedrich von Pfalz-Zweibrücken; 5 апреля 1616, Цвайбрюккен — 9 июля 1661, Нофельден) — пфальцграф и герцог Цвейбрюккена в 1635—1661 годах. Представитель младшей линии Цвейбрюккена, которая угасла с его смертью.

## Биография
Фридрих — старший сын герцога и пфальцграфа Иоганна II Цвейбрюккенского (1584—1635) и Луизы Юлианы Пфальцской (1594—1640), дочери курфюрста Фридриха IV Пфальцского. Крёстным отцом принца был его дядя, курфюрст Фридрих V Пфальцский. Фридрих обучался у гуманиста Бальтазара Венатора, который в 1631—1634 годах сопровождал его в гран-туре по Швейцарии, Франции и Нидерландам.
В 1635 году не искушённый в военном деле наследный принц прошёл через первое испытание в Тридцатилетней войне. С армией в две тысячи человек в битве под Оппенхаймом он потерпел поражение от имперских войск под командованием графа Матиаса Галласа, что привело к разорению герцогства и бегству двора в Мец. Отец Иоганн II умер в изгнании, его наследником стал Фридрих. В княжестве на этот момент выжило не более десятой части прежнего населения.
Большинство крепостей и замков в герцогстве оказались разрушенными, поэтому Фридрих был вынужден несколько раз менять свою резиденцию. По возвращении в герцогство в 1640 году он поначалу проживал в Майзенхайме, с 1645 года — в Цвайбрюккене, а с 1650 года в течение нескольких лет — в крепости Киркель. По Вестфальскому миру ему вернули Хорнбахский монастырь.
Фридрих умер в 45 лет в крепости крепости Нофельден и был похоронен в церкви Святого Александра в Цвайбрюккене. Фридрих пережил своих сыновей и младшего брата, его род пресёкся. Наследником стал двоюродный брат из ландсбергской линии.

## Потомки
6 апреля 1640 года Фридрих женился в Меце на Анне Юлиане Нассау-Саарбрюккенской (1617—1667), дочери графа Вильгельма Людвига Нассау-Саарбрюккенского. У супругов родилось десять детей.
- Вильгельм Людвиг (1641—1642)
- Елизавета (1642—1677), замужем за князем Виктором I Амадеем Ангальт-Бернбургским
- Кристина Луиза Юлиана (1643—1652)
- Фридрих Людвиг (1644—1645)
- София Амалия (1646—1695), замужем за графом Зигфридом Гогенлоэ-Вейкерсгеймским (1619—1684), затем за пфальцграфом Иоганном Карлом Гельнгаузенским (1638—1704)
- Элеонора Августа (1648—1658)
- Карл Густав (1649—1650)
- Екатерина Шарлотта (1651—1652)
- Шарлотта Фредерика (1653—1712), замужем за пфальцграфом и наследным принцем Вильгельмом Людвигом Цвейбрюккен-Ландсбергским (1648—1675)
- сын (1656—1656)